# Салют-7
Салют-7 — советская орбитальная станция, созданная по гражданской программе «Долговременная орбитальная станция» (ДОС). Предназначалась для проведения научных, технологических, биологических и медицинских исследований в условиях невесомости. Вторая и последняя станция второго поколения, последняя станция серии «Салют».
Создавалась для продолжения работ, начатых на предыдущих станциях серии «Салют». Была модифицирована по сравнению со своей предшественницей, станцией «Салют-6», и рассчитывалась на более длительный период эксплуатации (до 5 лет). Передний стыковочный узел был усилен для приёма тяжёлых кораблей-модулей ТКС, увеличен объём внутреннего обитаемого пространства, улучшены бытовые условия для экипажа станции. Установлены дополнительные солнечные батареи. Для выходов в открытый космос применялись усовершенствованные скафандры «Орлан», которые были рассчитаны на 6,5 часа работы в открытом космосе.

## Устройство
Орбитальная станция «Салют-7» состояла из двух цилиндрических герметичных обитаемых отсеков — переходного (ПО) и рабочего (РО), соединённых между собой коническими переходами, негерметичного агрегатного отсека и герметичной промежуточной камеры. Рабочий отсек в средней части корпуса был предназначен для управления полётом, проведения экспериментов, выполнения физических упражнений, приёма пищи, сна и отдыха. Переходной отсек служил для перехода экипажа из транспортного корабля в орбитальную станцию, а также для проведения научных экспериментов. Из переходного отсека через специальный люк, закрываемый герметичной крышкой, был возможен выход космонавтов в открытый космос.
Длина станции — 14,4 метра. Максимальный диаметр — 4,15 метра. Внутренний полезный объём — 82,5 м³. Размах панелей солнечных батарей — 16,5 метров. Площадь панелей солнечных батарей — 60 м².

## Эксплуатация
Станция «Салют-7» была выведена на орбиту 19 апреля 1982 года ракетой-носителем «Протон».
За время эксплуатации на станции работали 6 основных экипажей и 5 экспедиций посещения. В состав экспедиций посещения входили первые космонавты Франции (Жан-Лу Кретьен) и Индии (Ракеш Шарма). Всего на станции работал 21 космонавт (три космонавта по два раза и один трижды).
К станции летали 11 пилотируемых кораблей «Союз Т», 12 автоматических грузовых кораблей «Прогресс» (11 под своими названиями, один под названием «Космос-1669») и 2 автоматических грузовых корабля («Космос-1443», «Космос-1686»), соизмеримые с самой станцией по массе и размерам, но использовавшихся как модули.
Продолжительность самых длительных экспедиций на станции «Салют-7»: 211 суток и 237 суток.
Из станции «Салют-7» было осуществлено 13 выходов в открытый космос общей продолжительностью 48 часов 33 минуты.

### 1982 год
Полёт первой основной экспедиции, стартовавшей на КК «Союз Т-5», проходил в мае — декабре 1982 года. При выходе в открытый космос 30 июля 1982 года установлены и сняты образцы и проведены кинофотосъёмки. Установлен прибор «Исток» с резьбовыми соединениями, на котором Валентин Лебедев отработал действия с болтами и гайками в условиях открытого космоса. Из шлюзовой камеры станции выведены в космос мини-спутники «Искра-2» и «Искра-3», созданные студентами МАИ. Производилось фотографирование и многозональная съёмка различных областей поверхности Земли, астрономические исследования с помощью рентгеновского телескопа РТ-4М, гамма-телескопа «Елена», получено множество космических фотографий камерами «Пирамиг» и ПСН. С помощью аппаратуры «Корунд» выращивались кристаллы полупроводников. Проводились эксперименты по выращиванию растений, в частности, впервые прошла весь цикл развития резуховидка. Установлен рекорд продолжительности полёта космонавтов на то время (211 суток).
В ходе первой экспедиции посещения («Союз Т-6») в конце июня—начале июля 1982 года впервые на советском космическом корабле и орбитальной станции работал космонавт из Западной Европы (Франции): Жан-Лу Кретьен вместе с Владимиром Джанибековым, Александром Иванченковым и экипажем первой основной экспедиции проводили биологические, технологические и астрофизические научные эксперименты, несколько сотен килограммов оборудования для которых прибыло на корабле «Прогресс-13».
В августе 1982 года в ходе второй экспедиции посещения («Союз Т-7») на станции работала советская женщина-космонавт (вторая в мире) — Светлана Савицкая.
10 декабря «Союз Т-7» был отстыкован, экипаж вернулся на Землю, а станция продолжила полёт в автоматическом режиме.

### 1983 год
10 марта 1983 года со станцией состыковался автоматический транспортный корабль снабжения ТКС-3 «Космос-1443», сравнимый с ней по массе и габаритам. Он имел на борту 2,7 тонны грузов и 3,8 тонны топлива, а также собственные солнечные батареи мощностью около 3 кВт. ТКС взял управление орбитальным комплексом на себя.
В апреле к станции был направлен «Союз Т-8» (экипаж Титов, Стрекалов, Серебров), но стыковка не состоялась.
28 июня 1983 года со станцией успешно состыковался «Союз Т-9» (экипаж Ляхов, Александров). Образовавшийся комплекс «Союз Т-9» — «Салют-7» — «Космос-1443» имел массу 47 тонн и длину почти 35 метров, а его полезный объём был почти вдвое больше, чем в предыдущих полётах. 30 июня космонавты приступили к разгрузке ТКС.
ТКС имел усовершенствованную систему управления и мог несколько суток автоматически поддерживать стабилизированный полёт комплекса, что давало космонавтам возможность заниматься научными экспериментами, не прибегая к ручному управлению. С помощью своих двигателей ТКС 6 раз корректировал орбиту комплекса, а также выполнил около ста динамических операций. 14 августа он был отстыкован от станции. При этом не обошлось без проблем — замки открылись не одновременно, и ТКС какое-то время тащил станцию за собой, угрожая сходом с орбиты. 23 августа возвращаемый аппарат ТКС успешно приземлился в заданном районе, доставив 350 кг полезного груза, в том числе материалы проведённых космонавтами геофизических, астрофизических, технологических и биологических экспериментов, а также агрегаты бортовых систем станции, выработавшие свой ресурс и предназначенные для исследования их состояния.
16 августа космонавты произвели перестыковку корабля «Союз Т-9» на противоположный узел станции для приёма грузовика «Прогресс-17», который прибыл 19 августа и работал в качестве буксира до 19 сентября.
26 сентября произошла авария при старте следующей экспедиции на станцию, и экипажу «Союза Т-9» пришлось задержаться на орбите.
С 22 октября до 13 ноября станция работала в связке с грузовиком «Прогресс-18». Космонавты провели эксперимент «Резонанс» по определению динамических характеристик орбитального комплекса, действующих на него нагрузок и оценки долговечности элементов конструкции. С помощью масс-спектрометрической аппаратуры «Астра-1» была исследована атмосфера вблизи станции.
1 и 3 ноября при выходах в открытый космос Владимир Ляхов и Александр Александров установили дополнительные панели солнечных батарей на среднюю из трёх основных панелей станции, выполнили работы по наращиванию конструкционных элементов орбитального комплекса, а также провели киносъёмку в открытом космосе для вышедшего в прокат в 1983 году художественного фильма «Возвращение с орбиты». 23 ноября они вернулись на Землю.

### 1984 год
В ходе основной экспедиции «Союз Т-10» в феврале — октябре 1984 года впервые на борту орбитальной станции работали одновременно шесть космонавтов во время экспедиций посещения «Союз Т-11» и «Союз Т-12». Впервые во время одного полёта экипаж совершил шесть выходов в открытый космос, а также установил рекорд полёта на то время (237 суток). Ремонту объединённой двигательной установки (ОДУ) станции было посвящено пять из этих выходов в открытый космос Леонида Кизима и Владимира Соловьёва: 23, 26 и 29 апреля, 4 мая и 8 августа. Для ремонта нужно было преодолеть путь от переходного отсека до агрегатного отсека, подобно третьему выходу из станции «Салют-6». Во время выхода 23 апреля был установлен трап для удобства работы на поверхности станции. В ходе последующих трёх выходов был произведён ремонт трубопроводов ОДУ. К 8 августа был изготовлен на Земле и доставлен на орбиту компактный пневматический пресс, развивавший рабочее усилие 5000 кг, с помощью которого космонавты во время выхода в открытый космос пережали трубопровод ОДУ. Также во время выхода 8 августа с помощью специального приспособления был вырезан фрагмент поверхности солнечной батареи, долгое время подвергавшийся воздействию условий открытого космоса, для его исследования на Земле. Во время выхода в открытый космос 18 мая Кизимом и Соловьёвым были установлены и раскрыты дополнительные элементы на вторую солнечную батарею станции, изготовленные из арсенида галлия в отличие от существующих кремниевых.
В ходе экспедиции посещения «Союз Т-11» в апреле 1984 года в экипаже был первый космонавт Индии Ракеш Шарма.
В ходе экспедиции посещения «Союз Т-12» в июле 1984 года женщина-космонавт Светлана Савицкая совершила второй полёт женщины и первой из женщин вышла в открытый космос (вместе с Владимиром Джанибековым). Во время этого выхода, проходившего с 14:55 до 18:29 25 июля 1984 года, сначала Савицкая, а затем и Джанибеков на специальных образцах испытали действие универсального ручного инструмента в режимах резки, сварки, пайки и нанесения покрытий. Этот инструмент был создан в Институте электросварки имени Е. О. Патона и использовал для работы электронный пучок.

### 1985 год

#### Потеря связи и спасательная экспедиция
11 февраля 1985 года, после полугодового отсутствия на станции людей, связь с ней прервалась. Было принято решение попытаться её спасти. 6 июня 1985 года к станции была направлена экспедиция на переоборудованном под эти цели космическом корабле «Союз Т-13» с экипажем, состоящим из Владимира Джанибекова и Виктора Савиных. Джанибеков, самый опытный космонавт Советского Союза, к этому времени имел четыре выполненных космических полёта и проводил ручную стыковку, однако на этот раз Главная медицинская комиссия ограничила его полёт сроком не более 100 суток.
Поскольку станция не отвечала, наведение на неё обеспечивалось средствами СККП и с использованием лазерного дальномера, что практически доказало принципиальную возможность обеспечения близкого подведения активного корабля типа «Союз» к любому объекту в космосе. 8 июня космонавты в ручном режиме успешно состыковались со станцией. Через несколько дней напряжённой работы была выявлена и устранена неисправность в системе контроля электропитания, из-за которой, вследствие нештатного отключения всех бортовых систем, температура в отсеках «Салюта» упала ниже 0 °C. К 16 июня космонавтам удалось подключить напрямую к солнечным батареям аккумуляторы станции, прогреть её и восстановить работоспособность, а 23 июня к ней в автоматическом режиме пристыковался «Прогресс-24» с запасом воды и материалами для дальнейших восстановительных работ.
2 августа во время выхода в открытый космос Джанибековым и Савиных были установлены и раскрыты (не без трудностей — заедал трос в лебёдке) дополнительные элементы на солнечной батарее. Таким образом, все три солнечных батареи станции оказались оснащёнными дополнительными элементами, увеличивающими их рабочую поверхность.
17 сентября стартовал «Союз Т-14», успешно пристыковавшийся к станции на следующий день. В течение семи дней на станции работал экипаж из пяти человек. 26 сентября Джанибеков, впервые в СССР совершивший 5-й полёт в космос, в спускаемом аппарате «Союза Т-13» вместе с Георгием Гречко вернулись на Землю. На станции остались Виктор Савиных, Владимир Васютин (командир) и Александр Волков.
За этот полёт обоих космонавтов наградили Орденами Ленина, бортинженер Савиных получил ещё и вторую звезду Героя, а командиру «Союза Т-13» Джанибекову звезду не дали, потому что у него уже были две, но присвоили звание генерал-майора авиации.
К станции планировалось пристыковать модуль «Квант-1», однако его изготовление и оснащение отстало от графика, и он был перепланирован на новую орбитальную станцию «Мир».

#### Срыв экспедиции
27 сентября 1985 года был запущен транспортный корабль снабжения ТКС-4 «Космос-1686». 2 октября 20-тонный аппарат состыковался со станцией, доставив 4322 кг расходных материалов и спецоборудование более 80 наименований — модули систем обеспечения газового состава и жизнеобеспечения, агрегаты ассенизационного устройства, контейнеры с пищей, водой и одеждой, буферную батарею, кабели, бортовую документацию, научную аппаратуру, включая раздвижную ферму «Маяк». В баках ТКС находилось 1550 кг топлива для поддержания орбиты станции «Салют-7», её ориентации и стабилизации. Эти функции ТКС взял на себя после стыковки — своими двигателями он поднял орбиту станции до высоты 495 км. Модуль дал существенную прибавку и системе электропитания, передавая на «Салют-7» до 1,1 кВт электроэнергии. Научное оборудование массой 1255 кг предназначалось для проведения более 200 экспериментов. Военно-прикладной оптический комплекс «Пион-К» с лазерно-электронным телескопом предназначался для оптического наблюдения с высоким разрешением, а также для выполнения программы «Октант»: для отработки методов контроля космического пространства и ПРО предполагалось отстреливать от модуля специальные уголковые отражатели. Для проведения гражданских экспериментов на ТКС стояла научная аппаратура шести наименований.
В результате обострившегося в условиях невесомости хронического заболевания у В. Васютина, 17 ноября ЦУПом было принято решение о досрочном прекращении полёта и посадке. Командиром экипажа вместо Васютина был назначен В. Савиных.
21 ноября 1985 года космонавты вернулись на землю. Длительность экспедиции «Союз Т-14» была сокращена втрое. Оказалась сорвана большая часть программы работы со спецоборудованием, а также три запланированные экспедиции посещения. В их числе — «Союз Т-15C» с первым в мире полностью женским экипажем (С. Савицкая, Е. Иванова, Е. Доброквашина). Не состоялась встреча на орбите с экипажем американского «Шаттла» STS-61C.

Вообще-то работа, конечно, была проделана немалая, с помощью фото- и спектрометрической аппаратуры на двух этапах полёта мы отсняли 16 миллионов квадратных километров земной поверхности, провели в общей сложности 400 сеансов научных исследований с использованием 85 приборов и установок.— Савиных В. П. Записки с мёртвой станции.

### 1986 год
4—6 мая 1986 года экипаж «Союз Т-15» в составе Леонида Кизима и Владимира Соловьёва впервые в мире перелетел с одной станции на другую. Их корабль отстыковался от станции «Мир», преодолел 2500 км за 29 часов и состыковался с «Салютом-7». Космонавты выполнили два выхода в открытый космос, где провели эксперименты по разворачиванию крупногабаритной трансформируемой фермы «Маяк», сварке, установке и снятию образцов. Законсервировав комплекс «Салют-7» — «Космос-1686», 25—26 июня они возвратились на борт «Мира» с грузом из результатов экспериментов, образцов материалов и 20 приборов общей массой 350—400 кг. Для станции «Мир» это была первая экспедиция, для «Салюта-7» — последняя.

## Потеря станции
К 22 августа 1986 года двигатели ТКС-4 подняли законсервированный комплекс на орбиту с апогеем 492 км и перигеем 474 км для предотвращения входа станции в атмосферу. Планировалось в течение 8—10 лет изучать состояние агрегатов и систем комплекса, оценивать надёжность узлов, обеспечивающих герметичность. Затем предполагалось в рамках программы кораблей многоразового использования «Буран» отправить на станцию пилотируемую экспедицию, чтобы детально обследовать все системы и оборудование, а также вернуть на Землю некоторые приборы, образцы и элементы конструкции. Однако по программе «Буран» был совершён один автоматический полёт в ноябре 1988 года, и в дальнейшем она была закрыта. Но ещё до закрытия программы топливо на ТКС-4 и на станции «Салют-7» было практически выработано.
Из-за высокой солнечной активности в 1990 году плотность верхних слоёв атмосферы увеличилась, вследствие чего орбитальный комплекс стал неконтролируемо снижаться. Основное беспокойство вызывал установленный на ТКС спускаемый аппарат массой более 2 тонн — он был оборудован теплозащитой и вполне мог достичь земли. Для выработки возможных мер, наблюдения за процессом падения и своевременного предупреждения населения была создана оперативная группа, возглавляемая заместителем министра общего машиностроения Ю. Н. Коптевым. Она состояла из специалистов по управлению полётом, баллистиков, спасателей, дипломатов и военных. Радиолокационными средствами ПВО страны и путём обработки радиосигналов станции рассчитывались быстро меняющиеся параметры орбиты. В самые последние дни она понижалась на 6—8 км в сутки. 5 февраля 1991 года ЦККП выдал уточнённые данные: вход в плотные слои атмосферы ожидался 7 февраля в 6:47 по московскому времени, разброс фрагментов прогнозировался в зоне длиной 8—9 тыс. км и шириной 200—300 км. Была опасность падения над европейской частью суши, но специалисты постарались сместить его в безлюдные районы Южной Америки.
Правительства заинтересованных стран были заранее проинформированы о том, что «на орбитальной станции отсутствуют токсичные, химические и радиоактивные вещества». Как позже писала аргентинская пресса, советские специалисты сделали всё, чтобы избежать падения остатков станции на сушу и направить её в воды Атлантического океана, однако из-за недостатка горючего и ограниченных возможностей по управлению движением аппарата задуманный манёвр осуществить не удалось. Советское правительство выразило готовность возместить возможный ущерб, связанный с падением остатков станции.
В ночь с 6 на 7 февраля 1991 года, в 22:44 (EST) комплекс вошёл в атмосферу на скорости свыше 30 000 километров в час. Несгоревшие фрагменты упали в малонаселённых районах Чили и Аргентины. Местные жители сообщали, что видели необычные яркие вспышки и огненный шар, похожий на комету или падающий горящий самолёт. Сотрудники астрономической обсерватории города Росарио (провинция Санта-Фе) насчитали около 40 ярких светящихся объектов, среди которых выделялся «огненный шар оранжевого цвета».

### Найденные фрагменты
Металлическая труба длиной 2 м и диаметром в несколько сантиметров приземлилась на пастбище ранчо «Ла-Сумбре», принадлежащего Эрику Швабе. Вопреки надеждам полиции, трубой не заинтересовалось ни американское космическое агентство НАСА, ни советское посольство в Чили. Тогда трубу возвратили хозяину ранчо, который собирался сделать из неё «изумительный камин» в своём доме.
Металлическая труба весом 4 кг и длиной 3,2 м упала в Андах близ чилийского города Пуэрто-Монт.
По сообщению аргентинского информационного агентства «Телам», один из осколков упал примерно в 20 км от города Калета-Оливия (провинция Санта-Крус), на побережье Южной Атлантики.
В окрестностях населённого пункта Луан-Торо (провинция Ла-Пампа) была обнаружена металлическая плита размером около одного квадратного метра. На одной из её сторон, по сообщению агентства «Телам», выбит номер 62-280/62-2в.
По сообщению агентства «Франс-Пресс», одна из частей «размером со стиральную машину» упала во двор дома в городе Капитан-Бермудес.
Металлическое кольцо весом 8 кг и диаметром около полутора метров, упавшее в 130 км от города Росарио, было обнаружено крестьянином, обрабатывавшим своё поле, и перевезено в полицейский участок.
Крупные обломки были обнаружены примерно в 20 км от аргентинской столицы. По сообщению представителей полиции, один осколок цилиндрической формы, упавший в окрестностях города Чаньяр, достигает 3,5 м в диаметре.
Части комплекса также были найдены в провинции Энтре-Риос.

## Экипажи
- Союз Т-5 с 14 мая по 10 декабря 1982; 1-я основная экспедиция
  - Анатолий Березовой
  - Валентин Лебедев
- Союз Т-6 с 25 июня по 2 июля 1982; 1-я экспедиция посещения
  - Владимир Джанибеков
  - Александр Иванченков
  - Жан-Лу Кретьен ( Франция)
- Союз Т-7 с 20 августа по 27 августа 1982; 2-я экспедиция посещения
  - Леонид Попов
  - Александр Серебров
  - Светлана Савицкая
- Союз Т-9 с 28 июня по 23 ноября 1983; 2-я основная экспедиция
  - Владимир Ляхов
  - Александр Александров
- Союз Т-10 с 8 февраля по 2 октября 1984; 3-я основная экспедиция
  - Леонид Кизим
  - Владимир Соловьёв
  - Олег Атьков
- Союз Т-11 с 4 апреля по 11 апреля 1984; 3-я экспедиция посещения
  - Юрий Малышев
  - Геннадий Стрекалов
  - Ракеш Шарма ( Индия)
- Союз Т-12 с 18 июля по 29 июля 1984; 4-я экспедиция посещения
  - Владимир Джанибеков
  - Светлана Савицкая
  - Игорь Волк
- Союз Т-13 с 6 июня по 26 сентября 1985; 4-я основная экспедиция
  - Владимир Джанибеков
  - Виктор Савиных
- Союз Т-14 с 20 сентября по 21 ноября 1985; 5-я основная экспедиция
  - Владимир Васютин
  - Александр Волков
  - Георгий Гречко; 5-я экспедиция посещения
- Союз Т-15 с 5 мая по 25 июня 1986; 6-я основная экспедиция
  - Леонид Кизим
  - Владимир Соловьёв

## Линейка событий
В этом разделе в таблице кратко описана последовательность всех событий стыковки/расстыковки орбитальной станции «Салют-7» с космическими кораблями.
На станцию «Салют-7» прилетали и состыковывались следующие космические корабли:
- 11 пилотируемых;
- 15 грузовых.

В результате были осуществлены следующие экспедиции:
- 5 основных (ЭО);
- 5 гостевых (экспедиций посещения (ЭП));
- 2 международных.

Всего в таблице присутствует 58 событие. Соответственно орбитальная станция «Салют-7» находилась на орбите в 57 промежуточных состояниях. Эти состояния делятся на три группы:
1) орбитальная станция «Салют-7» не состыкована ни с одним космическим кораблём (зелёный цвет в таблице) — 7 состояний;
2) орбитальная станция «Салют-7» состыкована с одним космическим кораблем (жёлтый цвет в таблице) — 29 состояний;
3) орбитальная станция «Салют-7» состыкована с двумя космическими кораблями (красный цвет в таблице) — 21 состояние.
| №                                                                                  | Дата       | Действие | Корабль                                         | Экипаж                                                                      |
| 1                                                                                  | 1982-04-19 | Запуск | «Салют-7» (орбитальная станция)                 | —                                                                           |
| Состояние на орбите: «Салют-7»: пустой                                             |            | |                                                 |                                                                             |
| 1-й основной экипаж                                                                |            | |                                                 |                                                                             |
| 2                                                                                  | 1982-05-14 | Стыковка | «Союз Т-5» (1-й пилотируемый)                   | Березовой, Лебедев (1-й основной)                                           |
| Состояние на орбите: «Салют-7»-«Союз Т-5»: Березовой, Лебедев                      |            | |                                                 |                                                                             |
| 3                                                                                  | 1982-05-25 | Стыковка | «Прогресс-13» (1-й грузовой)                    | —                                                                           |
| Состояние на орбите: «Салют-7»-«Союз Т-5»-«Прогресс-13»: Березовой, Лебедев        |            | |                                                 |                                                                             |
| 4                                                                                  | 1982-06-04 | Расстыковка | «Прогресс-13» (1-й грузовой)                    | —                                                                           |
| Состояние на орбите: «Салют-7»-«Союз Т-5»: Березовой, Лебедев                      |            | |                                                 |                                                                             |
| 5                                                                                  | 1982-06-25 | Стыковка | «Союз Т-6» (2-й пилотируемый)                   | Джанибеков, Иванченков; Кретьен · Франция (1-й гостевой, 1-й международный) |
|                                                                                    |            | Состояние на орбите: «Салют-7»-«Союз Т-5»-«Союз Т-6»: Березовой, Лебедев; Джанибеков, Иванченков; Кретьен Франция |                                                 |                                                                             |
| 6                                                                                  | 1982-07-02 | Расстыковка | «Союз Т-6» (2-й пилотируемый)                   | Джанибеков, Иванченков; Кретьен · Франция (1-й гостевой, 1-й международный) |
| Состояние на орбите: «Салют-7»-«Союз Т-5»: Березовой, Лебедев                      |            | |                                                 |                                                                             |
| 7                                                                                  | 1982-07-12 | Стыковка | «Прогресс-14» (2-й грузовой)                    | —                                                                           |
| Состояние на орбите: «Салют-7»-«Союз Т-5»-«Прогресс-14»: Березовой, Лебедев        |            | |                                                 |                                                                             |
| 8                                                                                  | 1982-08-10 | Расстыковка | «Прогресс-14» (1-й грузовой)                    | —                                                                           |
| Состояние на орбите: «Салют-7»-«Союз Т-5»: Березовой, Лебедев                      |            | |                                                 |                                                                             |
| 9                                                                                  | 1982-08-20 | Стыковка | «Союз Т-7» (3-й пилотируемый)                   | Попов, Серебров, Савицкая (2-й гостевой)                                    |
|                                                                                    |            | Состояние на орбите: «Салют-7»-«Союз Т-5»-«Союз Т-7»: Березовой, Лебедев; Попов, Серебров, Савицкая               |                                                 |                                                                             |
| 10                                                                                 | 1982-08-27 | Расстыковка | «Союз Т-5» (1-й пилотируемый)                   | Попов, Серебров, Савицкая (2-й гостевой)                                    |
| Состояние на орбите: «Салют-7»-«Союз Т-7»: Березовой, Лебедев                      |            | |                                                 |                                                                             |
| 11                                                                                 | 1982-08-29 | Расстыковка | «Союз Т-7» (3-й пилотируемый)                   | Березовой, Лебедев                                                          |
| Состояние на орбите: «Салют-7»: пустой                                             |            | |                                                 |                                                                             |
| 12                                                                                 | 1982-08-29 | Стыковка | «Союз Т-7» (3-й пилотируемый)                   | Березовой, Лебедев                                                          |
| Состояние на орбите: «Салют-7»-«Союз Т-7»: Березовой, Лебедев                      |            | |                                                 |                                                                             |
| 13                                                                                 | 1982-09-20 | Стыковка | «Прогресс-15» (3-й грузовой)                    | —                                                                           |
| Состояние на орбите: «Салют-7»-«Союз Т-7»-«Прогресс-15»: Березовой, Лебедев        |            | |                                                 |                                                                             |
| 14                                                                                 | 1982-10-14 | Расстыковка | «Прогресс-15» (3-й грузовой)                    | —                                                                           |
| Состояние на орбите: «Салют-7»-«Союз Т-7»: Березовой, Лебедев                      |            | |                                                 |                                                                             |
| 15                                                                                 | 1982-11-02 | Стыковка | «Прогресс-16» (4-й грузовой)                    | —                                                                           |
| Состояние на орбите: «Салют-7»-«Союз Т-7»-«Прогресс-16»: Березовой, Лебедев        |            | |                                                 |                                                                             |
| 16                                                                                 | 1982-12-10 | Расстыковка | «Союз Т-7» (3-й пилотируемый)                   | Березовой, Лебедев (1-й основной)                                           |
| Состояние на орбите: «Салют-7»-«Прогресс-16»: пустой                               |            | |                                                 |                                                                             |
| 17                                                                                 | 1982-12-13 | Расстыковка | «Прогресс-16» (4-й грузовой)                    | —                                                                           |
| Состояние на орбите: «Салют-7»: пустой                                             |            | |                                                 |                                                                             |
| 2-й основной экипаж                                                                |            | |                                                 |                                                                             |
| 18                                                                                 | 1983-03-10 | Стыковка | «Космос-1443» (5-й грузовой)                    | —                                                                           |
| Состояние на орбите: «Салют-7»-«Космос-1443»: пустой                               |            | |                                                 |                                                                             |
| 19                                                                                 | 1983-04-22 | Стыковка не состоялась                                                                                            | «Союз Т-8» (4-й пилотируемый)                   | Титов, Стрекалов, Серебров                                                  |
| Состояние на орбите: «Салют-7»-«Космос-1443»: пустой                               |            | |                                                 |                                                                             |
| 20                                                                                 | 1983-06-28 | Стыковка | «Союз Т-9» (5-й пилотируемый)                   | Ляхов, Александров (2-й основной)                                           |
| Состояние на орбите: «Салют-7»-«Космос-1443»-«Союз Т-9»: Ляхов, Александров        |            | |                                                 |                                                                             |
| 21                                                                                 | 1983-08-14 | Расстыковка | «Космос-1443» (5-й грузовой)                    | —                                                                           |
| Состояние на орбите: «Салют-7»-«Союз Т-9»: Ляхов, Александров                      |            | |                                                 |                                                                             |
| 22                                                                                 | 1983-08-16 | Расстыковка | «Союз Т-9» (5-й пилотируемый)                   | Ляхов, Александров                                                          |
| Состояние на орбите: «Салют-7»: пустой                                             |            | |                                                 |                                                                             |
| 23                                                                                 | 1983-08-16 | Стыковка | «Союз Т-9» (5-й пилотируемый)                   | Ляхов, Александров                                                          |
| Состояние на орбите: «Салют-7»-«Союз Т-9»: Ляхов, Александров                      |            | |                                                 |                                                                             |
| 24                                                                                 | 1983-08-19 | Стыковка | «Прогресс-17» (6-й грузовой)                    | —                                                                           |
| Состояние на орбите: «Салют-7»-«Союз Т-9»-«Прогресс-17»: Ляхов, Александров        |            | |                                                 |                                                                             |
| 25                                                                                 | 1983-09-17 | Расстыковка | «Прогресс-17» (6-й грузовой)                    | —                                                                           |
| Состояние на орбите: «Салют-7»-«Союз Т-9»: Ляхов, Александров                      |            | |                                                 |                                                                             |
| 26                                                                                 | 1983-10-22 | Стыковка | «Прогресс-18» (7-й грузовой)                    | —                                                                           |
| Состояние на орбите: «Салют-7»-«Союз Т-9»-«Прогресс-18»: Ляхов, Александров        |            | |                                                 |                                                                             |
| 27                                                                                 | 1983-11-13 | Расстыковка | «Прогресс-18» (7-й грузовой)                    | —                                                                           |
| Состояние на орбите: «Салют-7»-«Союз Т-9»: Ляхов, Александров                      |            | |                                                 |                                                                             |
| 28                                                                                 | 1983-11-23 | Расстыковка | «Союз Т-9» (5-й пилотируемый)                   | Ляхов, Александров (2-й основной)                                           |
| Состояние на орбите: «Салют-7»: пустой                                             |            | |                                                 |                                                                             |
| 3-й основной экипаж                                                                |            | |                                                 |                                                                             |
| 29                                                                                 | 1984-02-09 | Стыковка | «Союз Т-10» (6-й пилотируемый)                  | Кизим, Соловьёв, Атьков (3-й основной)                                      |
| Состояние на орбите: «Салют-7»-«Союз Т-10»: Кизим, Соловьёв, Атьков                |            | |                                                 |                                                                             |
| 30                                                                                 | 1984-02-23 | Стыковка | «Прогресс-19» (8-й грузовой)                    | —                                                                           |
| Состояние на орбите: «Салют-7»-«Союз Т-10»-«Прогресс-19»: Кизим, Соловьёв, Атьков  |            | |                                                 |                                                                             |
| 31                                                                                 | 1984-03-31 | Расстыковка | «Прогресс-19» (8-й грузовой)                    | —                                                                           |
| Состояние на орбите: «Салют-7»-«Союз Т-10»: Кизим, Соловьёв, Атьков                |            | |                                                 |                                                                             |
| 32                                                                                 | 1984-04-04 | Стыковка | «Союз Т-11» (7-й пилотируемый)                  | Малышев, Стрекалов; Шарма · Индия (3-й гостевой, 2-й международный)         |
|                                                                                    |            | Состояние на орбите: «Салют-7»-«Союз Т-10»-«Союз Т-11»: Кизим, Соловьёв, Атьков; Малышев, Стрекалов; Шарма Индия  |                                                 |                                                                             |
| 33                                                                                 | 1984-04-11 | Расстыковка | «Союз Т-10» (6-й пилотируемый)                  | Малышев, Стрекалов; Шарма · Индия (3-й гостевой, 2-й международный)         |
| Состояние на орбите: «Салют-7»-«Союз Т-11»: Кизим, Соловьёв, Атьков                |            | |                                                 |                                                                             |
| 34                                                                                 | 1984-04-13 | Расстыковка | «Союз Т-11» (7-й пилотируемый)                  | Кизим, Соловьёв, Атьков                                                     |
| Состояние на орбите: «Салют-7»: пустой                                             |            | |                                                 |                                                                             |
| 35                                                                                 | 1984-04-13 | Стыковка | «Союз Т-11» (7-й пилотируемый)                  | Кизим, Соловьёв, Атьков                                                     |
| Состояние на орбите: «Салют-7»-«Союз Т-11»: Кизим, Соловьёв, Атьков                |            | |                                                 |                                                                             |
| 36                                                                                 | 1984-04-17 | Стыковка | «Прогресс-20» (9-й грузовой)                    | —                                                                           |
| Состояние на орбите: «Салют-7»-«Союз Т-11»-«Прогресс-20»: Кизим, Соловьёв, Атьков  |            | |                                                 |                                                                             |
| 37                                                                                 | 1984-05-06 | Расстыковка | «Прогресс-20» (9-й грузовой)                    | —                                                                           |
| Состояние на орбите: «Салют-7»-«Союз Т-11»: Кизим, Соловьёв, Атьков                |            | |                                                 |                                                                             |
| 38                                                                                 | 1984-05-10 | Стыковка | «Прогресс-21» (10-й грузовой)                   | —                                                                           |
| Состояние на орбите: «Салют-7»-«Союз Т-11»-«Прогресс-21»: Кизим, Соловьёв, Атьков  |            | |                                                 |                                                                             |
| 39                                                                                 | 1984-05-26 | Расстыковка | «Прогресс-21» (10-й грузовой)                   | —                                                                           |
| Состояние на орбите: «Салют-7»-«Союз Т-11»: Кизим, Соловьёв, Атьков                |            | |                                                 |                                                                             |
| 40                                                                                 | 1984-05-30 | Стыковка | «Прогресс-22» (11-й грузовой)                   | —                                                                           |
| Состояние на орбите: «Салют-7»-«Союз Т-11»-«Прогресс-22»: Кизим, Соловьёв, Атьков  |            | |                                                 |                                                                             |
| 41                                                                                 | 1984-07-15 | Расстыковка | «Прогресс-22» (11-й грузовой)                   | —                                                                           |
| Состояние на орбите: «Салют-7»-«Союз Т-11»: Кизим, Соловьёв, Атьков                |            | |                                                 |                                                                             |
| 42                                                                                 | 1984-07-18 | Стыковка | «Союз Т-12» (8-й пилотируемый)                  | Джанибеков, Савицкая, Волк (4-й гостевой)                                   |
|                                                                                    |            | Состояние на орбите: «Салют-7»-«Союз Т-11»-«Союз Т-12»: Кизим, Соловьёв, Атьков; Джанибеков, Савицкая, Волк       |                                                 |                                                                             |
| 43                                                                                 | 1984-07-29 | Расстыковка | «Союз Т-12» (8-й пилотируемый)                  | Джанибеков, Савицкая, Волк (4-й гостевой)                                   |
| Состояние на орбите: «Салют-7»-«Союз Т-11»: Кизим, Соловьёв, Атьков                |            | |                                                 |                                                                             |
| 44                                                                                 | 1984-08-16 | Стыковка | «Прогресс-23» (12-й грузовой)                   | —                                                                           |
| Состояние на орбите: «Салют-7»-«Союз Т-11»-«Прогресс-23»: Кизим, Соловьёв, Атьков  |            | |                                                 |                                                                             |
| 45                                                                                 | 1984-08-26 | Расстыковка | «Прогресс-23» (12-й грузовой)                   | —                                                                           |
| Состояние на орбите: «Салют-7»-«Союз Т-11»: Кизим, Соловьёв, Атьков                |            | |                                                 |                                                                             |
| 46                                                                                 | 1984-10-02 | Расстыковка | «Союз Т-11» (7-й пилотируемый)                  | Кизим, Соловьёв, Атьков (3-й основной)                                      |
| Состояние на орбите: «Салют-7»: пустой                                             |            | |                                                 |                                                                             |
| 4-й основной экипаж                                                                |            | |                                                 |                                                                             |
| 47                                                                                 | 1985-06-08 | Стыковка | «Союз Т-13» (9-й пилотируемый)                  | Джанибеков, Савиных (4-й основной)                                          |
| Состояние на орбите: «Салют-7»-«Союз Т-13»: Савиных; Джанибеков                    |            | |                                                 |                                                                             |
| 48                                                                                 | 1985-06-23 | Стыковка | «Прогресс-24» (13-й грузовой)                   | —                                                                           |
| Состояние на орбите: «Салют-7»-«Союз Т-13»-«Прогресс-24»: Савиных; Джанибеков      |            | |                                                 |                                                                             |
| 49                                                                                 | 1985-07-15 | Расстыковка | «Прогресс-24» (13-й грузовой)                   | —                                                                           |
| Состояние на орбите: «Салют-7»-«Союз Т-13»: Савиных; Джанибеков                    |            | |                                                 |                                                                             |
| 50                                                                                 | 1985-07-21 | Стыковка | «Космос-1669» (14-й грузовой)                   | —                                                                           |
| Состояние на орбите: «Салют-7»-«Союз Т-13»-«Космос-1669»: Савиных; Джанибеков      |            | |                                                 |                                                                             |
| 51                                                                                 | 1985-08-28 | Расстыковка | «Космос-1669» (14-й грузовой)                   | —                                                                           |
| Состояние на орбите: «Салют-7»-«Союз Т-13»: Савиных; Джанибеков                    |            | |                                                 |                                                                             |
| 52                                                                                 | 1985-09-18 | Стыковка | «Союз Т-14» (10-й пилотируемый)                 | Васютин, Гречко, Волков (5-й гостевой)                                      |
|                                                                                    |            | Состояние на орбите: «Салют-7»-«Союз Т-13»-«Союз Т-14»: Савиных, Васютин, Волков; Джанибеков, Гречко              |                                                 |                                                                             |
| 53                                                                                 | 1985-09-25 | Расстыковка | «Союз Т-13» (9-й пилотируемый)                  | Джанибеков, Гречко (5-й гостевой)                                           |
| Состояние на орбите: «Салют-7»-«Союз Т-14»: Савиных, Васютин, Волков               |            | |                                                 |                                                                             |
| 54                                                                                 | 1985-10-02 | Стыковка | «Космос-1686» (15-й грузовой)                   | —                                                                           |
| Состояние на орбите: «Салют-7»-«Союз Т-14»-«Космос-1686»: Савиных, Васютин, Волков |            | |                                                 |                                                                             |
| 55                                                                                 | 1985-11-21 | Расстыковка | «Союз Т-14» (10-й пилотируемый)                 | Савиных, Васютин, Волков (4-й основной)                                     |
| Состояние на орбите: «Салют-7»-«Космос-1686»: пустой                               |            | |                                                 |                                                                             |
| 5-й основной экипаж                                                                |            | |                                                 |                                                                             |
| 56                                                                                 | 1986-05-06 | Стыковка | «Союз Т-15» (11-й пилотируемый)                 | Кизим, Соловьёв (5-й основной)                                              |
|                                                                                    |            | Состояние на орбите: «Салют-7»-«Космос-1686»-«Союз Т-15»: Кизим, Соловьёв                                         |                                                 |                                                                             |
| 57                                                                                 | 1986-06-25 | Расстыковка | «Союз Т-15» (11-й пилотируемый)                 | Кизим, Соловьёв (5-й основной)                                              |
| Состояние на орбите: «Салют-7»-«Космос-1686»: пустой                               |            | |                                                 |                                                                             |
| 58                                                                                 | 1991-02-7  | Окончание существования                                                                                           | «Салют-7»- «Космос-1686» (орбитальный комплекс) | —                                                                           |

## В культуре
- Документальный фильм «За строкой сообщения ТАСС» (СССР, 1986 год, Творческое объединение «Экран», режиссёр Сергей Толкачёв[39]).
- Документальный фильм "Битва за Салют. История подвига, посвящённый событиям по «оживлению» станции в 1985 году («Роскосмос-ТВ», премьера 9 октября 2017 года).
- Документальный фильм «Битва за „Салют“. Космический детектив» (производство Телестудии Роскосмоса, 2011)[40]; фильм стал победителем Международного фестиваля детективных фильмов «ДетективФЕСТ» в 2012 году.
- Художественный фильм «Салют-7» (премьера 12 октября 2017 года), посвящённый событиям по «оживлению» станции в 1985 году[41][42]. Главные роли героев космонавтов исполнили Владимир Вдовиченков и Павел Деревянко. Предпремьерный показ был для Президента РФ В. В. Путина и на следующий день он встретился со съёмочной группой.